# Max Ehrmann
Max Ehrmann (Terre Haute, Indiana, 26 de setembro de 1872 – Terre Haute, 9 de setembro de 1945) foi um filósofo, poeta e advogado norte-americano, mais conhecido pela autoria do poema Desiderata.

## Vida
Max Ehrmann nasceu em uma família de imigrantes alemães originários da Baviera, filho de Maximilian Ehrmann e Margaret Barbara Lutz Ehrmann. Ele foi o filho mais jovem do casal e tinha quatro irmãos. Seu pai era um marceneiro metodista que trabalhava na estrada de ferro. O jovem Erhmann estudou na Terre Haute Fourth District School e freqüentava a Igreja Metodista alemã com a família.
Ehrmann obteve uma graduação em língua inglesa na De Pauw University, em Greencastle, além de atuar como editor da revista De Pauw Weekly. Em seguida dedicou-se aos estudos de Filosofia e Direito na Universidade de Harvard, onde também foi o editor da revista The Rainbow. Quando ainda estava em Harvard,  publicou o seu primeiro livro, A Farrago, em 1898. Após concluir os estudos universitários, Ehrmann retornou à sua cidade natal em 1898, vindo a exercer o cargo de promotor público assistente durante dois anos.
Nessa época, Ehrmann contraiu febre tifóide e, durante o período em que esteve doente, escreveu o poema Uma Prece (A Prayer). Após restabelecer-se da enfermidade, voltou às suas atividades profissionais, trabalhando  durante dez anos na função de gerente de crédito e advogado na fábrica fundada por seus irmãos, a Ehrmann Manufacturing Corporation.
Finalmente em 1912, aos 40 anos, Ehrmann decidiu dedicar-se integralmente à literatura, vindo a escrever mais de vinte livros, além de panfletos, ensaios e poemas, que eram publicados em jornais e revistas nos Estados Unidos.
Morando em um pequeno apartamento em Terre Haute, Ehrmann passou os últimos 33 anos de sua vida dedicando-se ao que mais amava: a poesia e a filosofia. Nos últimos três meses de sua existência, decidiu casar-se com uma amiga de longa data, Bertha King, educadora, escritora e fundadora da King Classical School.
Sobre a vida e o trabalho de Ehrmann, foram escritos dois importantes livros: Max Ehrmann: A poet's life, de sua esposa Bertha K. Ehrmann; e Max Ehrmann, a centennial tribute, de Richard Dowell.
Bertha dedicou o resto de sua vida a disseminar e publicar os pensamentos e poemas de Ehrmann.
Como forma de homenagear o seu ilustre poeta-filósofo, a comunidade da cidade de Terre Haute celebra o nascimento de Max Ehrmann todos os anos.

## Poesia
Os poemas filosóficos em prosa Uma Prece e Desiderata são considerados as obras-primas de Max Ehrmann. Entretanto, foi Desiderata, escrito em 1927, quando ele tinha 55 anos, que tornou-se mundialmente conhecido. O poema trata de como podemos alcançar a felicidade nesta vida.

## Publicações
- Max Ehrmann (1898). A Farrago Cooperative publishing co. Cambridge Mass [1]
- Max Ehrmann (1900).  The Mystery of Madeline le Blanc Cooperative publishing co. Cambridge Mass
- Max Ehrmann (1901).  A Fearsome Riddle Bowen-Merrill Co., Indianapolis
- Max Ehrmann (1904).  Breaking Home Ties Dodge Publishing Co. Nova York
- Max Ehrmann (1906).  A Prayer and Selections Nova York
- Max Ehrmann (1906).  Max Ehrmann's Poems Viquesney Publishing Co
- Max Ehrmann (1907).  Who Entereth Here Dodge Publishing Co.
- Max Ehrmann (1910).  The Poems of Max Ehrmann Dodge Publishing Co. Nova York
- Max Ehrmann (1911).  The Wife of Marobius and Other Plays Mitchell Kennerley, Nova York
- Max Ehrmann (1912).  Fort Harrison on the Banks of the Wabash, 1812–1912 (colaborador) por Fort Harrison Centennial Association
- Max Ehrmann (1912).  Eugene V. Debs, what his neighbors and others say of Him (colaborador) Editado por James H. Hollingsworth
- Max Ehrmann (1915).  Jesus: A Passion Play Baker & Taylor Co. Nova York
- Max Ehrmann (1915).  In Memoriam Elbert and Alice Hubbard (contributor) Ed. Elbert Hubbard Jr., The Roycrofters, East Aurora, Erie County, Nova York
- Max Ehrmann (1916).   An Invitation to You and your Folks from Jim and Some of the Home Folk (colaborador) Compilado por George Ade, Bobbs-Merrill Co.
- Max Ehrmann (1917).  David and Bathsheba The Drama vol. 7 Editado por Vandervort Sloan
- Max Ehrmann (1922).  A Virgin's Dream and Other Verses of Scarlet Women Henry J Fuller
- Max Ehrmann (1922).  The Bank Robbery in A Book of One Act Plays Editado por Barbara Louise Schafter
- Max Ehrmann (1924).  Paul Dresser: Composer of 'On the Banks of the Wabash' A Sketch Paul Dresser Memorial Assoc.  Terre Haute
- Max Ehrmann (1925).  The Gay Life Indiana Publishing Co. Terre Haute (Scarlet woman series)
- Max Ehrmann (1925).  A Goose with a Rose in Her Mouth Indiana Publishing Co. Terre Haute (Scarlet woman series)
- Max Ehrmann (1925).  His Beautiful Wife and Other Stories  Indiana Publishing Co. Terre Haute (Scarlet woman series)
- Max Ehrmann (1925).  Scarlet Sketches Indiana Publishing Co. Terre Haute (Scarlet woman series)
- Max Ehrmann (1925).  Be Quiet, I'm Talking, Being Conversations  ed. Edna Smith, Indiana Publishing Co. Terre Haute (Scarlet woman series)
- Max Ehrmann (1926).  Love From Many Angles  Haldeman-Julius Co., Girard, Kansas (Little Blue Book No. 1113)
- Max Ehrmann (1927).  Book of Farces: The Bank Robbery; The Plumber Indiana Publishing Co. Terre Haute
- Max Ehrmann (1934).  Worldly Wisdom: Being the Wisdom of Jesus Sirach Girard, Kansas: Haldeman-Julius Company (Little Blue Book No. 1735)
- Max Ehrmann (before 1938). The Plumber
- Bertha Pratt King Ehrmann (1948). The Poems of Max Ehrmann (includes Desiderata) Bruce Humphries Inc. Boston
- Bertha Pratt King Ehrmann (1951). Max Ehrmann: A Poet's Life Bruce Humphries Inc. Boston
- Bertha Pratt King Ehrmann (1952). The Journal of Max Ehrmann Bruce Humphries Inc. Boston
- Max Ehrmann (1972).  Desiderata illustrated by Emil Antonocci, Brooke House, Nova York, distribuído por Crown Publishers Inc.
- Max Ehrmann (1992).  Randy The Reckless Reindeer Um livro pop-up infantil, GoodTimes Publishing
- Tim Dalgleish (2018).  Worldly Wisdom Revisited by Max Ehrmann
- Tim Dalgleish (2018).  Lifting The Veil: Beloved Dead, Biography & Other Appreciations by Max Ehrmann

## Citações
- "Se em um momento de rara felicidade, eu conseguisse escrever algumas poucas palavras de qualidade que pudessem suavizar os árduos caminhos da vida e trouxessem à agitação dos nossos dias um pouco de coragem, dignidade e equilíbrio, eu ficaria muito feliz"
- "Contraí uma doença em De Pauw da qual jamais me curei: o idealismo"
- "Meu pai fez tudo que pôde para nos mostrar o verdadeiro caminho da vida: trabalho sistemático, honra e visão do futuro"
- "Para preservar a minha alma, eu escrevia todos os dias até bem tarde da noite"

## Curiosidades
- Além de sua atividade de escritor, Ehrmann era um praticante entusiasta do arco e flecha.
- Max Ehrmann tinha grande admiração e respeito por "Jesus, o filósofo".
- O criador da série Star Trek, Gene Roddenberry, mantinha sempre uma cópia de Desiderata em seu escritório.
- Ehrmann costumava se referir à sua cidade natal, Terre Haute, como "um mundo em miniatura".
- O seu poema Desiderata, durante muito tempo, foi considerado um poema antigo de autoria desconhecida. O fato se deu porque o pároco da Igreja de Saint Paul em Baltimore, o Reverendo Frederick Kates, mimeografou o poema para os seus fiéis e posteriormente alguém que o reproduziu novamente não incluiu o nome do autor, colocando a observação que o poema tinha sido "encontrado na Igreja de Saint Paul, datado de 1692". Na verdade, o ano de 1692 é o de fundação da Igreja de Saint Paul.
- Max Ehrmann obteve os direito autorais sobre Desiderata em 1927.
- Bertha K. Ehrmann é a autora de The Worth of a Girl.
- Desiderata em latim (plural de Desideratum) significa "coisas desejadas como essenciais".
- Desiderata também era o nome da filha de Desidério, Rei dos Lombardos, que veio a se casar com o Imperador Carlos Magno no ano de 770.